# Persea veraguasensis
Persea veraguasensis là loài thực vật có hoa trong họ Nguyệt quế. Loài này được Seem. miêu tả khoa học đầu tiên năm 1854.